# Péricles Azambuja
Péricles Azambuja (, 13 de agosto de 1927 – , 8 de novembro de 2012) foi um historiador, escritor e jornalista brasileiro. Especializado na história do sul do Brasil, e Antártida, ele publicou diversos livros, incluindo História das Terras e Mares do Chuí (1978), uma história de Chuí. Azambuja documentou amplamente a história gaúcha no Brasil e também escreveu sobre a Antártida e ilhas do sul, como "Antártida: Derecho que Tiene Brasil (1981), Antártida História e Geopolítica (1982) e Falkland ou Malvinas: o arquipélago contestado (1988). Ele é citado como um dos escritores geopolíticos mais importantes sobre a Antártida. Em 2001, publicou Prefeitura de S. Vitória do Palmar, sua terra, Tahim, a última divisa, um estudo das condições socioeconômicas do sul do Brasil.
 Azambuja foi membro da Associação da Imprensa Riograndense, Círculo de Pesquisa Literária da Academia Brasileira de História, da Associação Brasileira de Cultura e do Instituto Brasileiro de Estudos Antárticos como membro do Conselho Supremo.